# دانته (بازیکن فوتبال)
دانته بونفیم کوستا سانتوس (به پرتغالی: Dante Bonfim Costa Santos) (زاده ۱۸ اکتبر ۱۹۸۳ در سالوادور، برزیل) ملقب به دانته مدافع میانی اهل برزیل است، او هم‌اکنون عضو باشگاه فوتبال نیس است.او سابقه چهارمی در جام جهانی را دارد.